# The Zutons
The Zutons sind eine fünfköpfige Rockband aus Liverpool in England. Die Musik der Band jongliert mit den verschiedensten Genres. Country-, Surf-, Rock- aber auch Funk- und Soul-Anleihen finden sich in ihrer Musik wieder.

## Geschichte
Im Frühjahr 2004 veröffentlichte die Band ihr Debütalbum Who Killed The Zutons?. In England sind die Zutons schon seit Ende 2002 ein Begriff. Die erste Single hieß Devil's Deal. Das Echo der Presse war eher negativ und sie verglich die Band hauptsächlich mit den Labelkollegen von The Coral, so dass auch der zweiten Single Creepin' An' A Crawlin' eher mäßiger Erfolg beschert war.
Im Jahr 2004 veröffentlichten The Zutons die Single Pressure Point, die prompt zur „ersten guten Single des Jahres 2004“ vom NME geadelt wurde.
Die Single Valerie, welche die Band 2006 veröffentlichte, wurde 2008 von Mark Ronson und Amy Winehouse gecovert. In einem Interview mit The Scotsman im Mai 2008 beschrieb Leadsänger Dave McCabe den Entstehungsprozess des Songs: "Ich könnte Ihnen sagen, dass ich durch einen Blick auf den Mersey oder einen Spaziergang vorbei an Macca's altem Haus inspiriert wurde, aber die Wahrheit ist, dass ich die Idee in einem Taxi auf dem Weg zu meiner Mutter hatte. Der ganze Song wurde geschrieben, bevor ich dort ankam, also maximal 20 Minuten."
Im Frühjahr 2004 folgte die erste Headliner-Tour durch England, und auch drei deutsche Clubs standen auf dem Spielplan. In zwei deutschen Städten durften The Zutons für die Sportfreunde Stiller eröffnen. Sogar im Rahmen der Vertigo-Tour der irischen Rockgruppe U2 durften sie sowohl in Deutschland als auch in Frankreich als Vorgruppe auftreten.
Die Band löste sich 2009 ohne Ankündigung auf. Im September 2016 wiedervereinigte sie sich für ein einmaliges Konzert. Im März und April 2019 gingen The Zutons auf eine Tournee durch Großbritannien.

## Diskografie

### Alben
| Jahr | Titel                   | Höchstplatzierung, Gesamtwochen, AuszeichnungChartsChartplatzierungen (Jahr, Titel, Platzierungen, Wochen, Auszeichnungen, Anmerkungen) | Anmerkungen                          |
| Jahr | Titel                   | UK | Anmerkungen                          |
| ---- | ----------------------- | --- | ------------------------------------ |
| 2004 | Who Killed The Zutons?  | UK6 ×2Doppelplatin · (54 Wo.)UK | Erstveröffentlichung: 19. April 2004 |
| 2006 | Tired Of Hanging Around | UK2 Platin · (33 Wo.)UK | Erstveröffentlichung: 17. April 2006 |
| 2008 | You Can Do Anything     | UK6 Silber · (7 Wo.)UK | Erstveröffentlichung: 2. Juni 2008   |
| 2024 | The Big Decider         | UK7 (1 Wo.)UK | Erstveröffentlichung: 26. April 2024 |

### Livealben
- 2004: The Zutons Live
- 2008: iTunes Live

### Singles
| Jahr | Titel Album                                                | Höchstplatzierung, Gesamtwochen, AuszeichnungChartsChartplatzierungen (Jahr, Titel, Album, Platzierungen, Wochen, Auszeichnungen, Anmerkungen) | Anmerkungen |
| Jahr | Titel Album                                                | UK | Anmerkungen |
| ---- | ---------------------------------------------------------- | --- | ----------- |
| 2004 | Pressure Point Who Killed The Zutons?                      | UK19 (3 Wo.)UK |             |
| 2004 | You Will You Won’t Who Killed The Zutons?                  | UK22 (3 Wo.)UK |             |
| 2004 | Remember Me Who Killed The Zutons?                         | UK39 (2 Wo.)UK |             |
| 2004 | Don’t Ever Think (Too Much) Who Killed The Zutons?         | UK15 (4 Wo.)UK |             |
| 2004 | Confusion Who Killed The Zutons?                           | UK37 (2 Wo.)UK |             |
| 2006 | Why Won’t You Give Me Your Love? Tired of Hanging Around   | UK9 (10 Wo.)UK |             |
| 2006 | Valerie Tired of Hanging Around                            | UK9 Gold · (21 Wo.)UK |             |
| 2006 | Oh Stacey (Look What You’ve Done!) Tired of Hanging Around | UK24 (4 Wo.)UK |             |
| 2006 | It’s the Little Things We Do Tired of Hanging Around       | UK47 (1 Wo.)UK |             |
| 2008 | Always Right Behind You You Can Do Anything                | UK26 (5 Wo.)UK |             |

Weitere Singles
- 2002: Devil’s Deal
- 2003: Creepin’ an’ a Crawlin’
- 2003: Haunts Me
- 2008: What’s Your Problem

## Auszeichnungen für Musikverkäufe
| Goldene Schallplatte - Irland - 2006: für das Album Tired Of Hanging Around |

Anmerkung: Auszeichnungen in Ländern aus den Charttabellen bzw. Chartboxen sind in ebendiesen zu finden.
| Land/RegionAuszeichnungen für Musikverkäufe (Land/Region, Auszeichnungen, Verkäufe, Quellen) | Silber  | Gold     | Platin     | Verkäufe  | Quellen        |
| -------------------------------------------------------------------------------------------- | ------- | -------- | ---------- | --------- | -------------- |
| Irland (IRMA)                                                                                | —       | Gold1    | —          | 7.500     | irishcharts.ie |
| Vereinigtes Königreich (BPI)                                                                 | Silber1 | Gold1    | 3× Platin3 | 1.360.000 | bpi.co.uk      |
| Insgesamt                                                                                    | Silber1 | 2× Gold2 | 3× Platin3 |           |                |